# Comuna de Pawłowiczki
Pawłowiczki (polaco: Gmina Pawłowiczki) é uma gminy (comuna) na Polónia, na voivodia de Opole e no condado de Kędzierzyńsko-kozielski.
De acordo com os censos de 2004, a comuna tem 8468 habitantes, com uma densidade 55,1 hab/km².

## Área
Estende-se por uma área de 153,58 km², incluindo:
- área agricola: 89%
- área florestal: 5%